# Piz Gloria
Le Piz Gloria est un restaurant panoramique tournant situé au sommet du Schilthorn, dans le canton de Berne en Suisse. Il est situé à une altitude de 2 970 m. L'accès au sommet se fait uniquement par téléphérique.

## Construction
Le téléphérique et le restaurant sont l'œuvre de l'architecte bernois Konrad Wolf. Lors de sa construction, en 1969, le restaurant était le premier restaurant tournant au monde.
En raison des conditions difficiles de travail, des unités de construction ont dû être en grande partie préfabriquées. Le revêtement extérieur de l'étage supérieur entièrement vitré est habillé de panneaux d'aluminium recouverts de bois ; à l'origine le toit-chapiteau était aussi en aluminium. Le mécanisme de rotation est réglé de telle sorte que tous les invités puissent avoir une vue sur l'ensemble du panorama extérieur au cours d'un repas de durée moyenne. Il s'agit d'un anneau de trois mètres de largeur situé autour d'un noyau de douze mètres. L'anneau effectue ainsi une rotation complète en une heure approximativement, et il est aujourd’hui mû grâce à l'énergie solaire.
Le restaurant panoramique est considéré comme une œuvre pionnière dans l'infrastructure de tourisme et témoigne de l'esprit des années 1960. Il a été agrandi aux environs de 1990 pour permettre de servir quatre cents repas, mais il a gardé son caractère original.

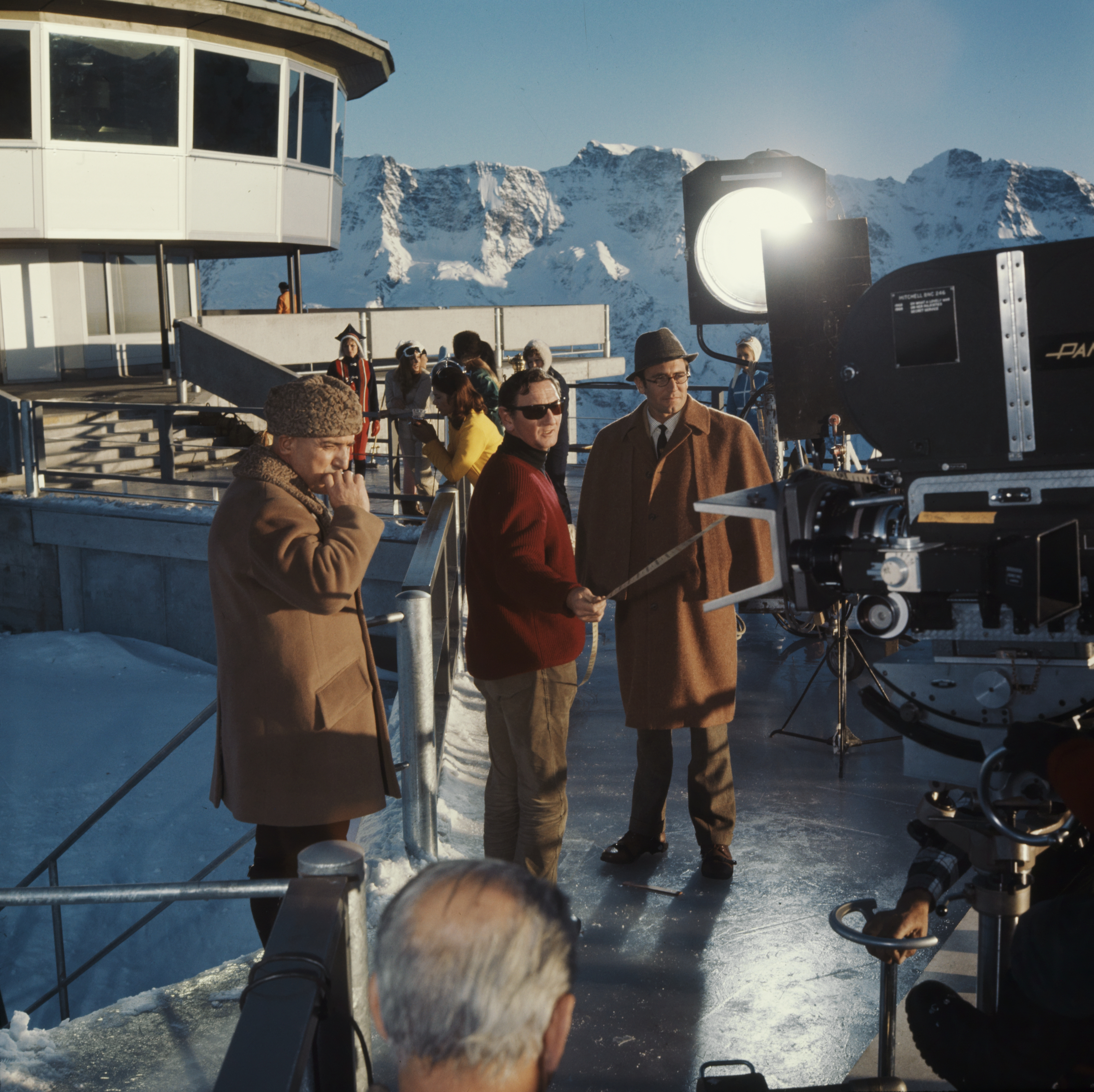
Le Piz Gloria lors du tournage dAu service secret de Sa Majesté en 1968.

Dans un roman de la série des James Bond écrit par Ian Fleming en 1963, Au service secret de Sa Majesté, Blofeld a son repaire au sommet d'une montagne dans un bâtiment nommé « Piz Gloria ». Lorsque le tournage du film inspiré du roman a été envisagé, le bâtiment du Schilthorn a éveillé l'intérêt des producteurs du film. La production du James Bond a alors décidé de contribuer financièrement à l'achèvement des bâtiments, en échange d'un droit d'utilisation exclusive sur la durée du tournage.

## Accès et tourisme
L'accès à ce restaurant se fait en téléphérique au départ de Stechelberg au lieu-dit Lengwald, situé à 867 m d'altitude. Il s'agit du téléphérique le plus « raide » au monde. L'ascension dure trente minutes et débute le long d'une falaise quasi verticale d'environ 400 m de hauteur, constituée par la paroi ouest de la vallée de Lauterbrunnen. Le téléphérique s'élève de 2 103 m en quatre étapes (Stechelberg — Gimmelwald (en) — Mürren — Birg — Schilthorn), parcourant une distance totale d’environ 7 km.
Le restaurant a gardé le nom de Piz Gloria, issu du tournage du film de James Bond au moment de la fin de sa construction, et doit en grande partie sa réputation à ce film. D'ailleurs, l'étage inférieur du restaurant offre une exposition consacrée à James Bond avec des vidéos extraites du film.
Le sommet du Schilthorn est connu pour ses hordes de chocards à bec jaune, sans doute attirés par les friandises distribuées par les touristes venus visiter le Piz Gloria.
En hiver, le site est le point de départ de pistes accessibles aux skieurs qui empruntent le téléphérique. D'ailleurs, une des scènes du film de James Bond, où les acteurs George Lazenby et Diana Rigg sont poursuivis à ski par Blofeld et ses hommes de main, a pour point de départ le Piz Gloria : Lazenby, alias Bond, est seul poursuivi dans ce cas et il provoque la chute de deux poursuivants du haut de la falaise de Lengwald (voir supra).

La terrasse qui fait office de promenade quelle que soit la météo
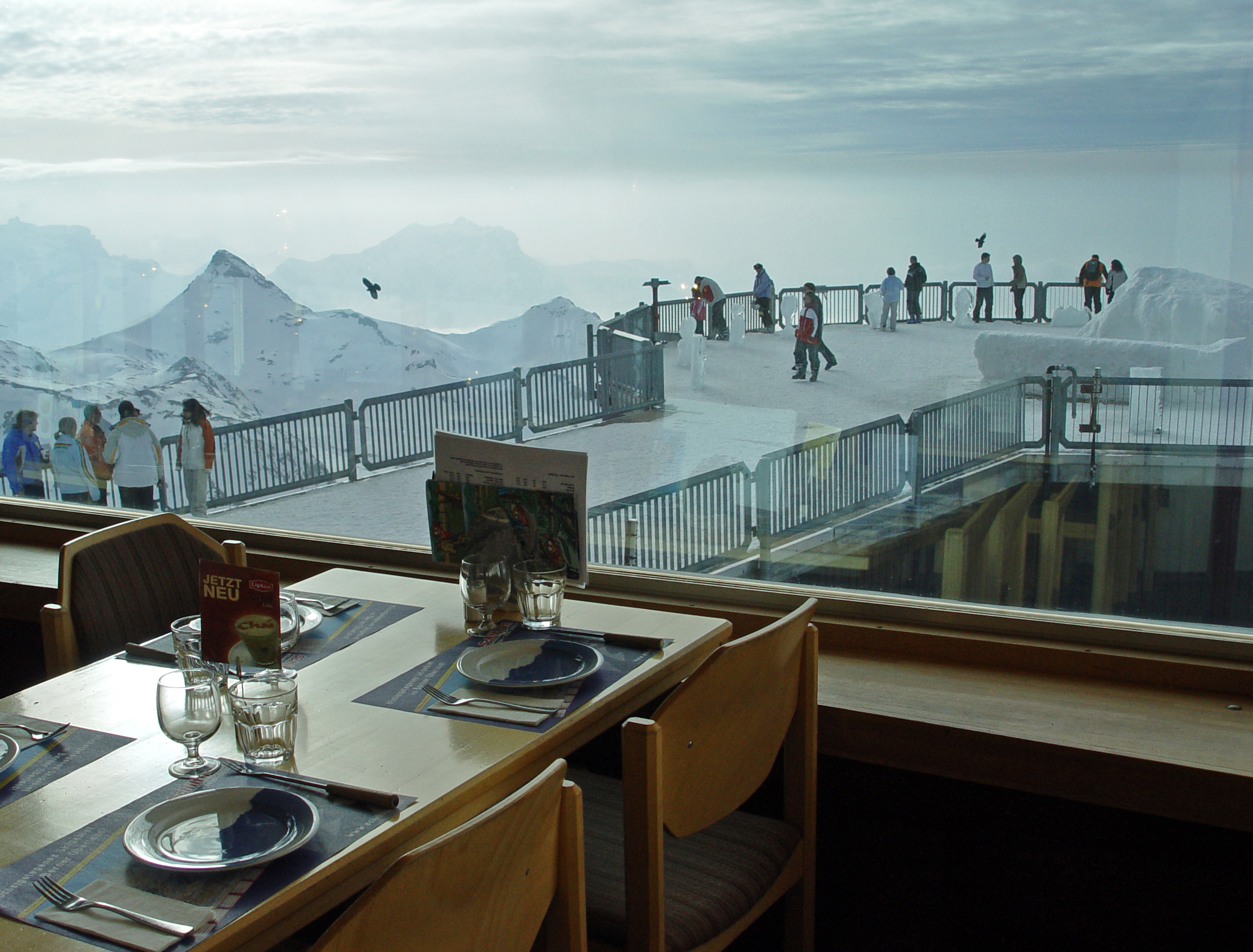
Vue sur la terrasse depuis le restaurant.
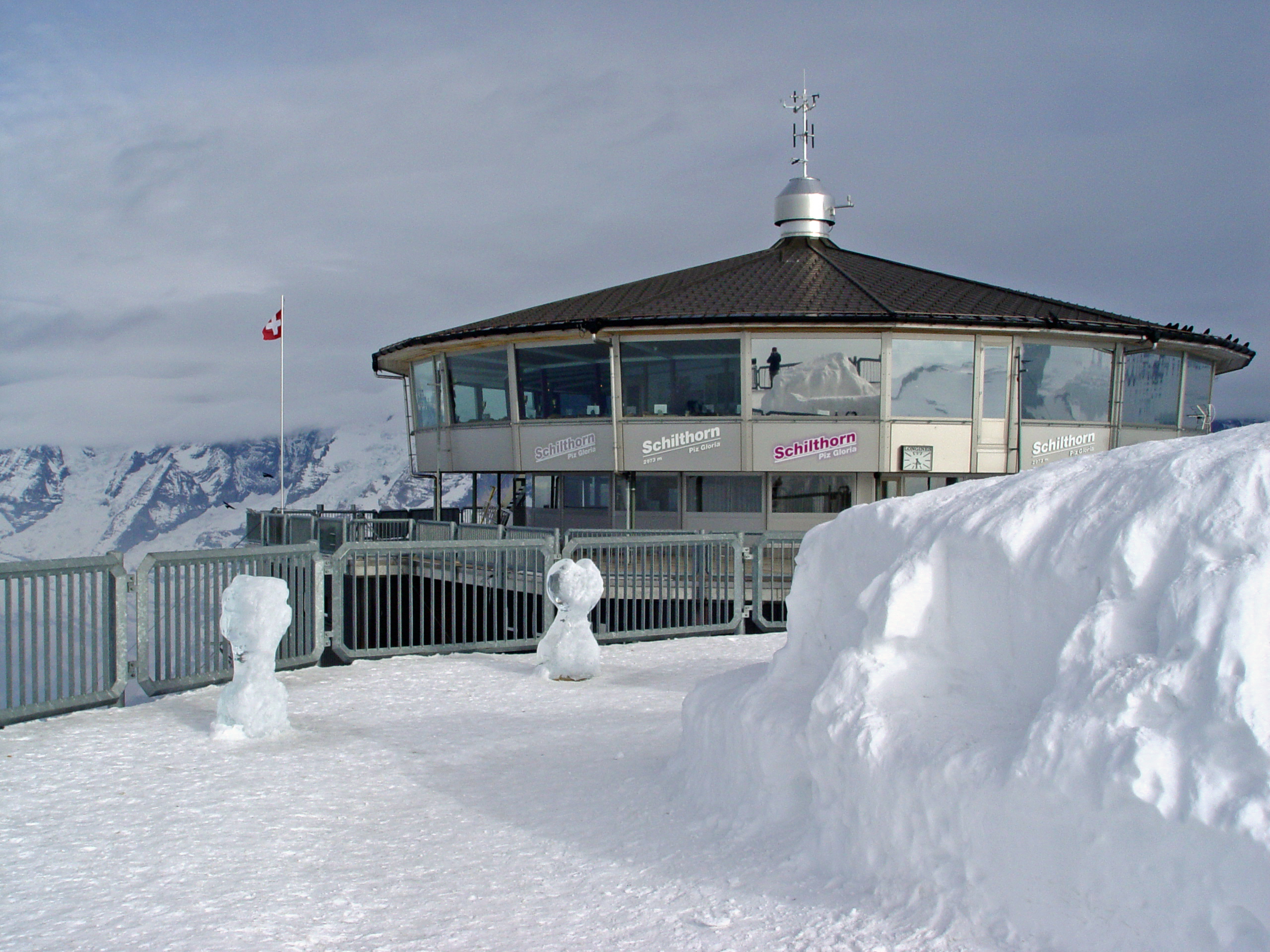
La terrasse enneigée.
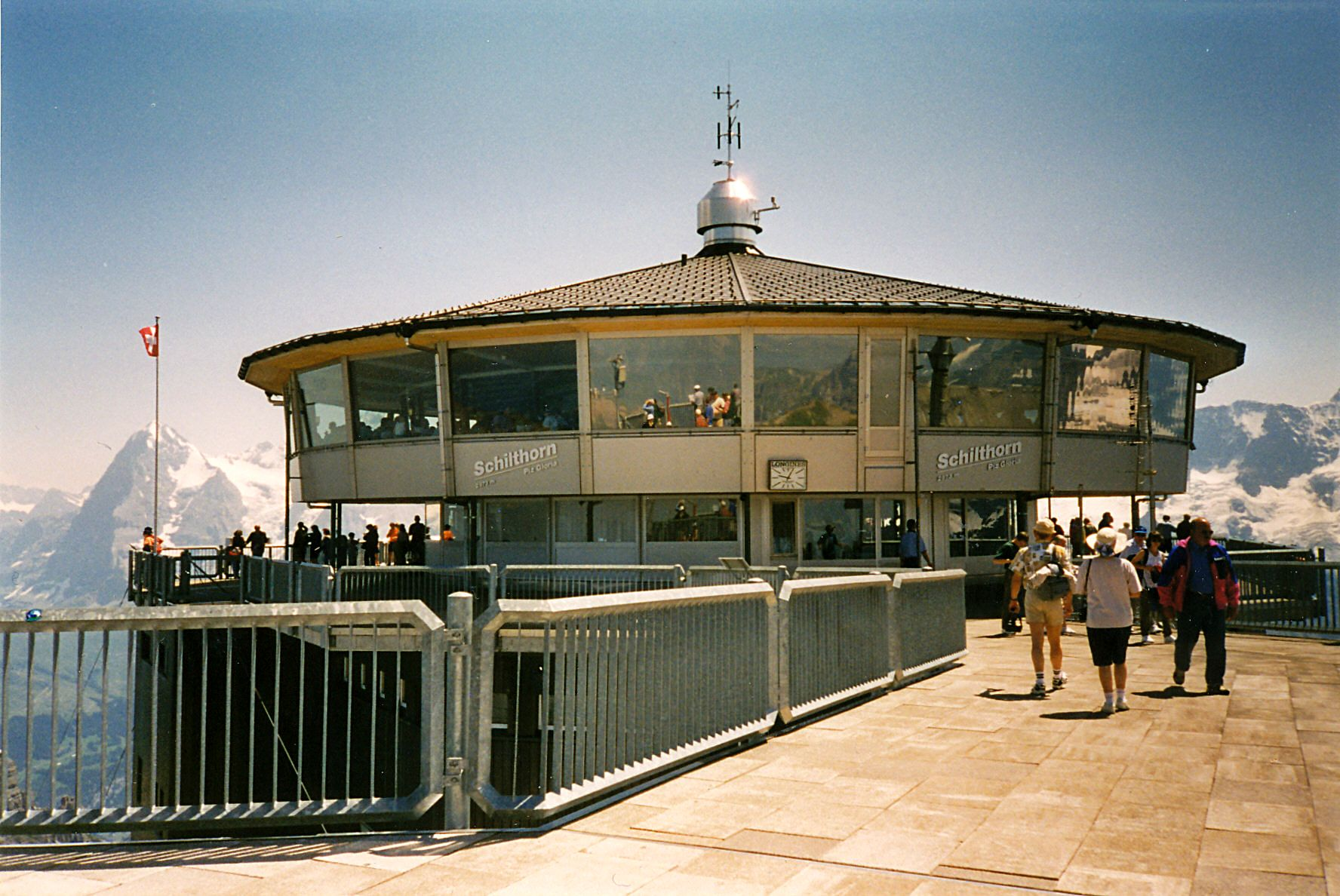
Le restaurant vu depuis la terrasse.